# Якорная Щель (станция)
Я́корная Щель — станция Северо-Кавказской железной дороги РЖД, расположена в посёлке Якорная Щель Лазаревского района города Сочи, Краснодарский край, Россия.

## Описание
Расположена на берегу Чёрного моря. На станции три пути. Второй и третий пути (считая от здания вокзала) используются для пассажирских перевозок, первый, как правило, — для движения и отстойки грузовых поездов. Часть поездов дальнего следования проходит станцию без остановки. Посадка на пассажирские поезда дальнего следования, а также на пригородные электропоезда производится, как правило, со второй платформы, проход на которую осуществляется через пешеходный мост. Под платформами станции сооружён пешеходный тоннель, ведущий на муниципальный пляж посёлка «Якорная Щель», однако в настоящее время пользование им затруднено ввиду плохого технического состояния (помимо прохода граждан, тоннель служит для отведения воды из ручьёв, но теперь из-за разрушения водостока вода застаивается и регулярно затопляет тоннель целиком).

## История
Название дали из-за расположения рядом одноимённого посёлка. Название посёлку дал якорь, который был найден около посёлка, который благодаря этому и получил свое название — Якорная щель. В своих воспоминаниях К. А. Гордон утверждает, что найденный якорь принадлежал некогда фрегату «Пендераклия», утонувшему в 1840-х годах. Однако, сочинский краевед Михаил Кудин проследил судьбу этого фрегата, который «совсем не затонул у Якорной щели, а благополучно дожил до „старости“ и был разобран из-за ветхости на Севастопольских верфях в 1844 г.»
180 пудовый атрибут памятника «Якорь и пушка» был доставлен в Сочи из Якорной Щели при помощи буйволиной упряжки, что свидетельствует о силе и мощи этих животных.
https://arch-sochi.ru/2013/05/pamyatniku-yakor-i-pushka-100-let/

## Галерея

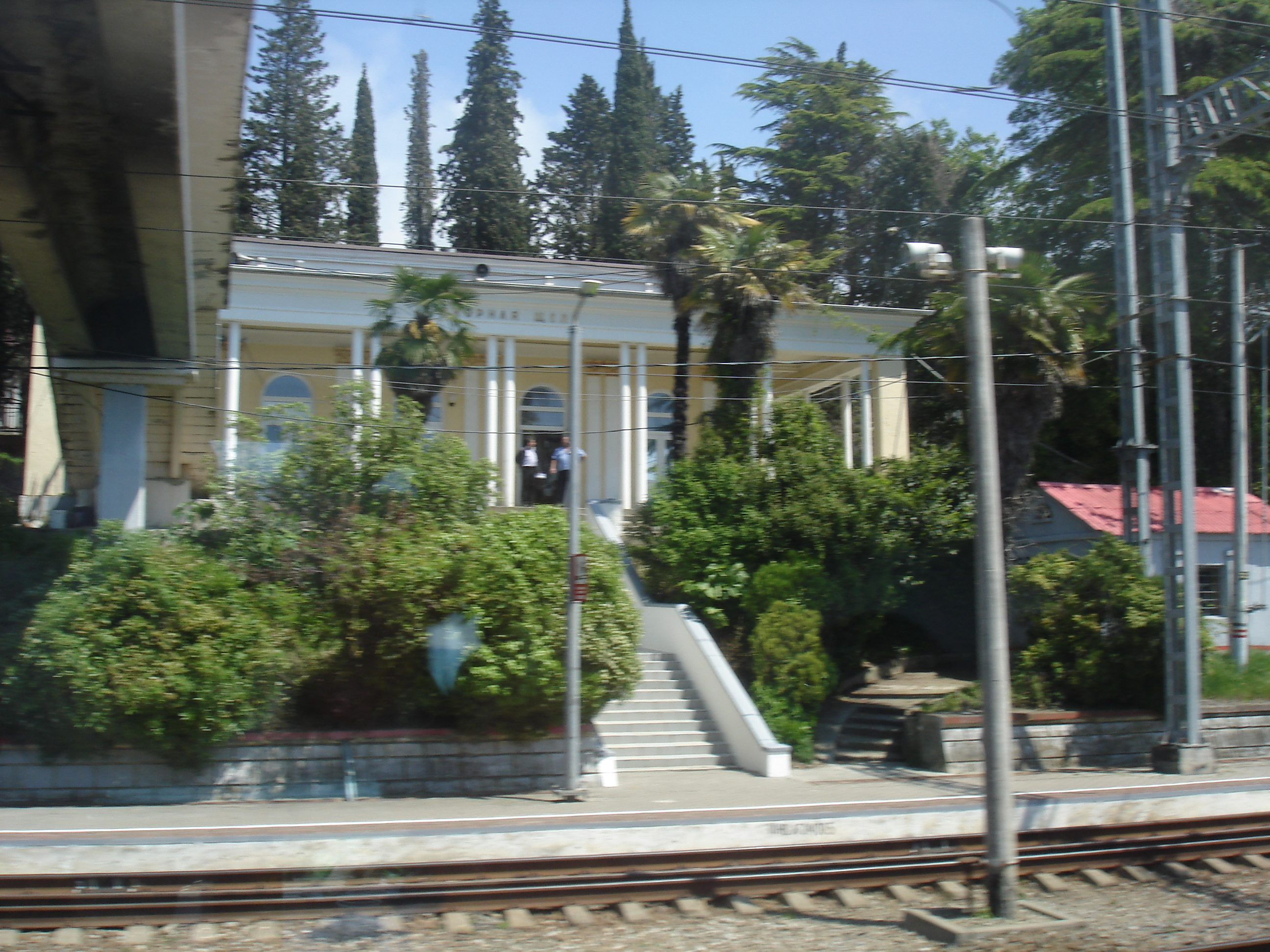
Вид станции, 2016 год
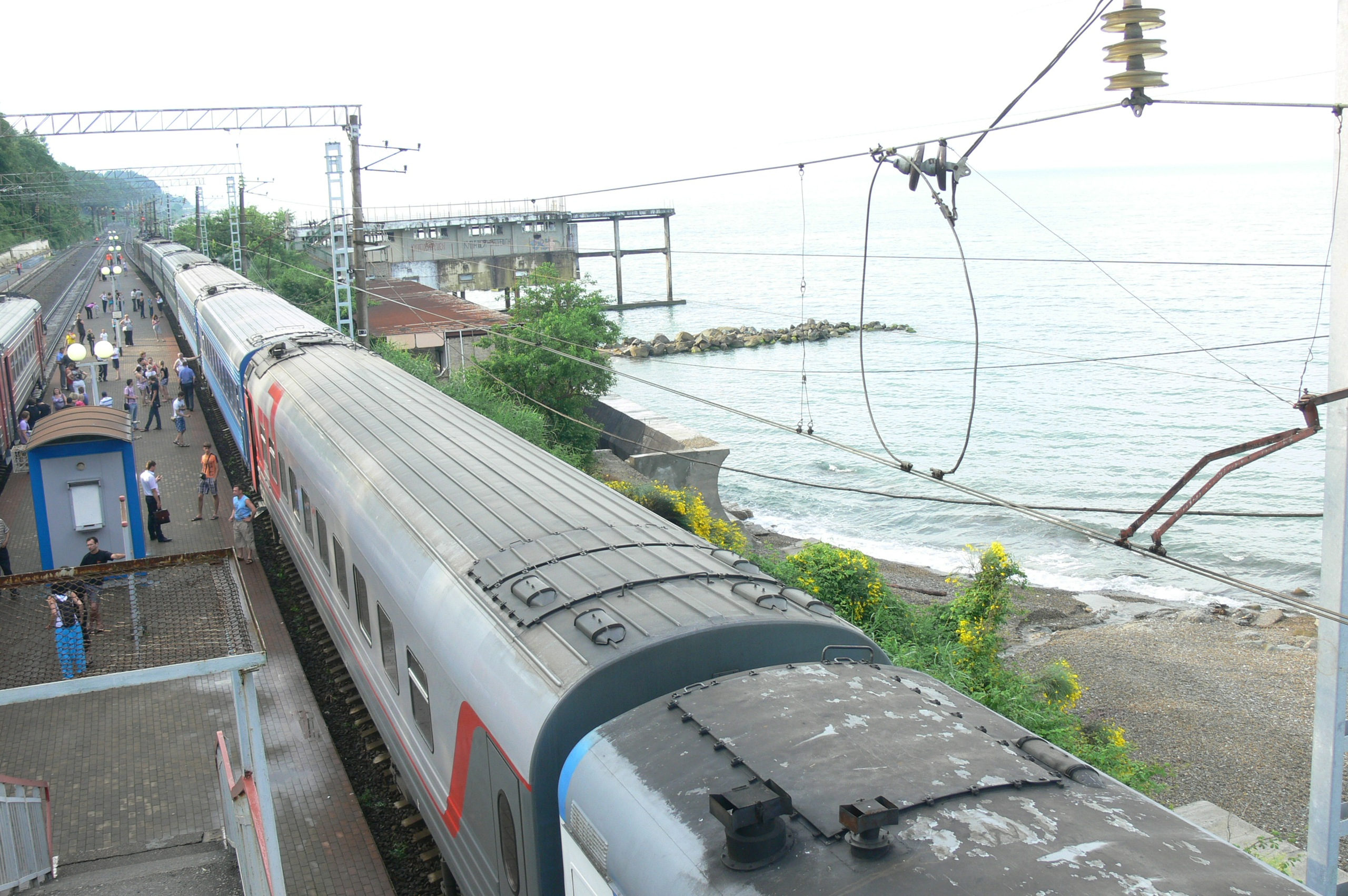
Путевое пространство